# Yantzaza
Yantzaza est une ville de la province de Zamora-Chinchipe, en Équateur. Elle est le siège du canton de Yantzaza.